# Luxe.TV
 (août 2018).
Si vous disposez d'ouvrages ou d'articles de référence ou si vous connaissez des sites web de qualité traitant du thème abordé ici, merci de compléter l'article en donnant les références utiles à sa vérifiabilité et en les liant à la section « Notes et références ».
Luxe.TV est un réseau de télévision fondée en 2006 au Luxembourg. Elle porte sur le luxe. Les programmes sont diffusés en anglais et en français ; certains le sont aussi en mandarin et en russe.

## Historique
Luxe.TV a été créée par Jean Stock et son fils Jean-Baptiste en juin 2006. Ancien journaliste de presse écrite, de radio et de télévision, Jean Stock a présenté le Journal Télévisé de Télé Luxembourg dans les années 70. Il a ensuite exercé successivement les responsabilités de président de RTL-USA à Los Angeles, de président de TV5 Monde et de secrétaire général de l'Union européenne de radio-télévision.
Après avoir été menacée de disparition à l'automne 2010 à la suite du rachat par un nouvel opérateur, Luxe.TV a été repositionnée au cours du premier trimestre 2011 par son fondateur, Jean Stock, dans le cadre d'une nouvelle société éditrice des programmes, Opuntia S.A. (RCS B 157290). Un investisseur privé a décidé début avril 2011 de participer à une augmentation de capital à hauteur de 50 % du tour de table d'Opuntia S.A. Les 50 % restant sont contrôlés par Jean Stock.
Au mois de juin 2016, Luxe.TV a lancé sa chaîne avec des programmes diffusés en continu ainsi qu'une distribution technique à l'international. Les téléspectateurs du réseau Post TV au Grand-Duché de Luxembourg ont été les premiers à recevoir les émissions.

## Programmes
La chaîne diffuse des programmes courts, de type documentaire (plus précisément publireportage) :
- Luxe.Today diffuse des reportages sur les tendances du luxe. La directrice des programmes est Marie-Elisabeth Crochet, secondée par Aurore Brugnera et Jérémie Fuchs. Ces reportages sont classés en 14 thèmes.
- En semaine, des reportages montrent différents pays. Ce programme, centré sur une ville ou un pays, indique les hôtels, musées, boutiques, etc.
- En semaine, après les reportages Luxe.Today, les cinq vidéos les plus visionnées sur le site Internet alimentent cette la rubrique.
- Pendant le week-end, LUXE.ThisWeek présente une compilation des reportages Luxe.Today de la semaine, en alternance avec le programme Destination.

## Diffusion
Plus de 669 millions de foyers ont un accès technique à Luxe.TV. La chaîne est diffusée dans 125 pays.[réf. nécessaire]